# Brinckan

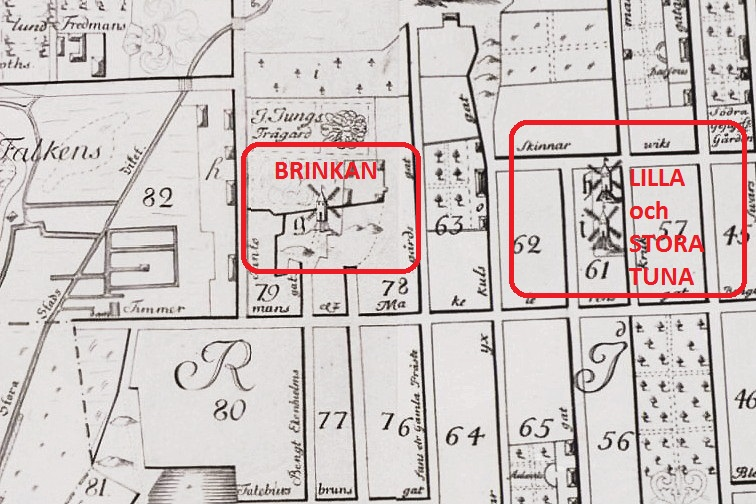
Brinkan samt Stora och Lilla Tuna på Tillaeus' karta från 1733. Norr är till höger.

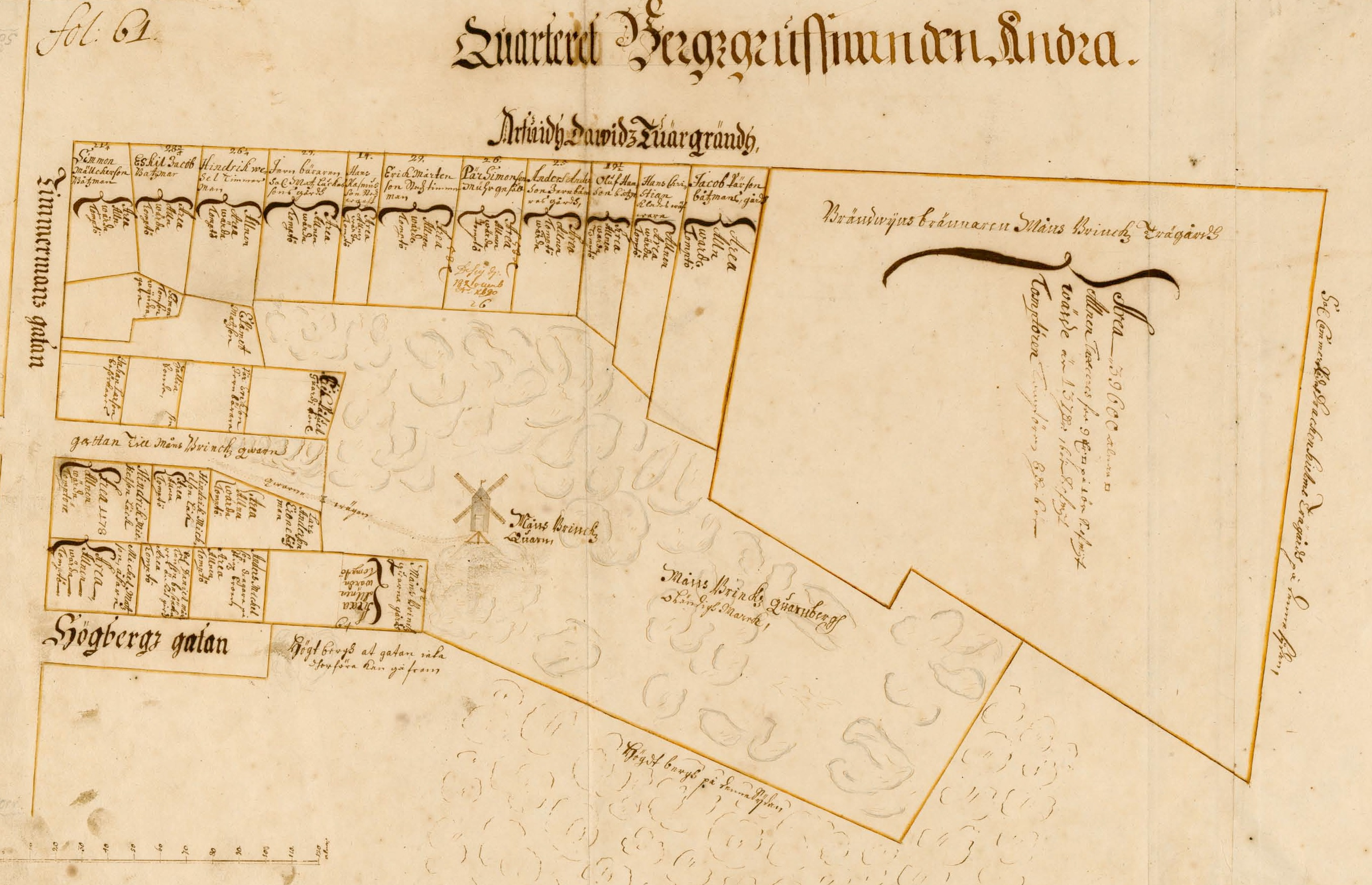
Brincks kvarn i Holms tomtbok, 1679

Brinckan (eller Brinkan) var en väderkvarn på västra Södermalm i Stockholm. Den är dokumenterad sedan 1670-talet och försvann 1884. Kvarnen finns avbildad på några av Josabeth Sjöbergs akvareller från 1850-talet.

## Historik
Trakten söder och sydväst om Maria Magdalena kyrka var rik på väderkvarnar. På Petrus Tillaeus’ karta från 1733 syns här inte mindre än sex väderkvarnar. Vid dagens Kvarngatan fanns Kvarnberget (Quarneberget 1645) med tre kvarnar i rad: ”Stora och Lilla Somens kvarn” och ”Christian Hanssons kvarn”. Lite längre västerut, vid Krukmakargatan fanns ”Stora och Lilla Tuna” och strax söder därom i kvarteret Bergsgruvan större vid Högbergsgatan låg stolpkvarnen Brinkan. Den ägdes av brännvinsbrännaren Måns Brinck, varför Timmermansgatan väster härom på 1740-talet även kallades ”Brinkakvarnbacken” och ”Brinckan-backen”. Denne Måns Brinck bodde själv vid dåvarande Måns Brincks gränd (nuvarande Pryssgränd). Hans kvarn Brinckan finns dokumenterat i Holms tomtbok (Södra förstaden västra) från 1679. Där syns Måns Brincks Quarn och Måns Brincks quarnberg samt gattan Till Måns Brincks quarn.
På två av konstnärinnan Josabeth Sjöbergs akvareller avbildas Brinckan i bakgrunden. Sjöberg bodde åren 1847 till 1855 i huset Högbergsgatan nr 60 och ett flertal motiv kallade hon ”Utsigt från mitt fönster”. På Heinrich Neuhaus’ Stockholmspanorama från 1870-tal syns kvarnen fortfarande, men 1884 revs den i samband med en tomtstyckning.

## Bilder
Josabeth Sjöberg: "Utsigt från mitt fönster".

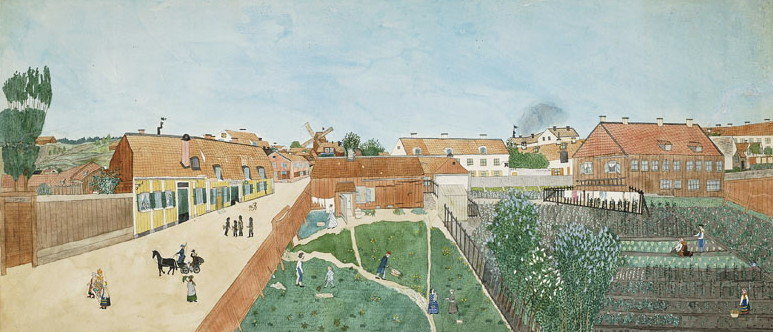
Högbergsgatan mot väst med kvarnen Brinkan på sommaren
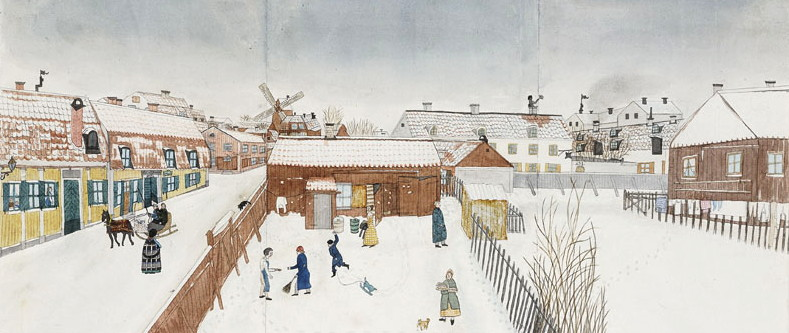
Högbergsgatan med kvarnen Brinkan  på vintern